# Mehrplatzfähigkeit
Die Mehrplatzfähigkeit ist die Fähigkeit einer Software, auf mehreren vernetzten Arbeitsplätzen gleichzeitig ausgeführt zu werden.
Die softwareseitige Mehrplatzfähigkeit zeichnet sich vor allem durch
- gleichzeitiges Öffnen, Bearbeiten und Speichern desselben Dokuments auf verschiedenen Arbeitsplätzen,
- das Anzeigen der momentanen Bearbeitung anderer Nutzer in Echt-Zeit (real-time),
- das Erkennen von potenziellen Daten-Inkonsistenzen beim gleichzeitigen Bearbeiten identischer Datensätze und eine Verhinderungsstrategie dazu aus.

Im Hintergrund arbeiten meist Datenbanken und Management-Systeme, um Zugriffsberechtigungen zu regeln.